# 圓球真巨口魚
圓球真巨口魚（学名：Eustomias spherulifer）为輻鰭魚綱巨口鱼目巨口鱼科的其中一種。分布於大西洋熱帶至亞熱帶海域，為深海魚類，棲息深度可達1900公尺，體長可達15公分。

## 扩展阅读
維基物種上的相關：圓球真巨口魚